# John Vaughan (General)

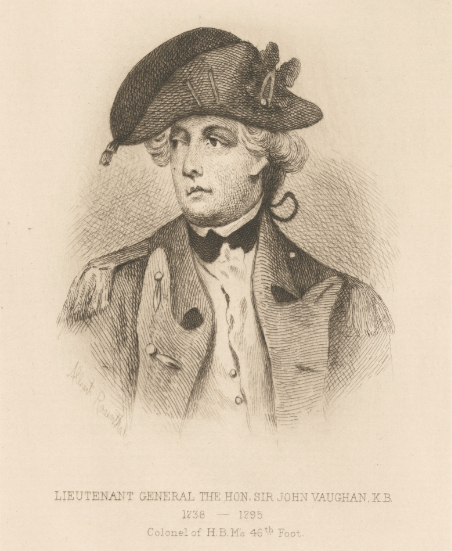
Lieutenant General Sir John Vaughan

Hon. Sir John Vaughan KB (* 1731; † 30. Juni 1795 auf Martinique) war ein britischer Adliger, Generalleutnant und Politiker.

## Leben
Er war der zweite Sohn des irischen Adligen Wilmot Vaughan, 3. Viscount Lisburne, aus dessen Ehe mit Elizabeth Watson.
Er begann seine Militärkarriere 1746 als Second Lieutenant des 9th Regiments of Royal Marines. 1748 wechselte er als Cornet zum 10th Regiment of Dragoons und stieg dort 1751 zum Lieutenant, 1754 zum Captain-Lieutenant und 1759 zum Major auf. Während des Siebenjährigen Krieges kämpfte er zunächst in Deutschland und nahm 1762 an der Eroberung von Martinique teil. Nach dem Krieg war er in Nordamerika und Irland eingesetzt. 1760 wurde er als Lieutenant-Colonel Kommandeur des 94th Regiment of Foot und 1762 des 16th Regiment of Foot. 1772 wurde er zum Colonel befördert und war ab 1775 bis zu seinem Tod Regimentschef des 46th Regiment of Foot.
Parallel zu seinem Militärdienst war er von 1774 bis zu seinem Tod war er Abgeordneter im britischen House of Commons für Berwick-upon-Tweed in Northumberland sowie von 1776 bis 1783 auch Abgeordneter im irischen House of Commons für St Johnstown im County Longford.
Anlässlich des Amerikanischen Unabhängigkeitskrieges kehrte er 1776 nach Nordamerika zurück und wurde dort 1777 zum Major-General befördert. Er kämpfte 1776 in der Schlacht von Long Island und 1777 in der Schlacht um Fort Clinton und Fort Montgomery. Bei der Erstürmung von Fort Montgomery zeichnete er sich so sehr aus, dass Clinton das Fort in Fort Vaughan umbenennen wollte. 1779 nach England zurückgekehrt, erhielt er sogleich das Oberkommando auf den Leeward-Inseln. Am 16. und 17. Dezember 1780 scheiterte sein Versuch, die Insel St. Vincent mit 4000 Mann einzunehmen am hartnäckigen Widerstand der zahlenmäßig unterlegenen Franzosen, die (unter anderem mit dem Régiment d’Auxerrios) die Landungstruppen auf ihre Schiffe zurückdrängen konnten. Im Februar 1781 nahm er gemeinsam mit Admiral Rodney die niederländische Insel St. Eustatius ein.
1782 zum Lieutenant-General befördert zog sich Vaughan nach dem Krieg aus dem aktiven Dienst zurück. Bei Ausbruch des Französischen Revolutionskriegs wurde er reaktiviert und zum Oberbefehlshaber auf den Windward-Inseln ernannt. Am 15. August 1792 wurde er als Knight Companion des Order of the Bath geadelt. Seine feierliche Ordenseinführung wurde kriegsbedingt aufgeschoben und entfiel schließlich, als er plötzlich am 30. Juni 1795 auf Martinique starb.
Er blieb unverheiratet und kinderlos.